# Phebellia carceliaeformis
Phebellia carceliaeformis är en tvåvingeart som först beskrevs av Villeneuve 1937.  Phebellia carceliaeformis ingår i släktet Phebellia och familjen parasitflugor. Inga underarter finns listade i Catalogue of Life.